# Leucodon flagellaris
Leucodon flagellaris är en bladmossart som beskrevs av Brotherus 1892. Leucodon flagellaris ingår i släktet Leucodon och familjen Leucodontaceae. Inga underarter finns listade i Catalogue of Life.